# زنبق خرگوشکی
زنبق خرگوشکی (نام علمی: Iris cuniculiformis) نام یک گونه از سرده زنبق است.